# Francisco de Luxemburgo

Francisco de Luxemburgo ( Francês, François Henri Louis Marie Guillaume, nascido 27 de Março de 2023, cidade de Luxemburgo, Grão Ducado de Luxemburgo), É o segundo filho de Guilherme, Príncipe Herdeiro de Luxemburgo, e de sua esposa, a Princesa Stéphanie.
Sexto neto do grão-duque Henrique, ele é o terceiro na linha de sucessão ao trono luxemburguês, imediatamente após seu pai e seu irmão mais velho, Carlos.

## Nascimento
Francisco Henrique Luís Maria Guilherme (François Henri Luis Marie Guillaume) nasceu em 27 de março de 2023, pesando 3,75 quilos e medindo 53 centímetros.
Ele nasceu às 10h04min da manhã na Maternidade Grã-Duquesa Carlota, algumas semanas antes do previsto, já que o comunicado sobre a gravidez, de setembro de 2022, reportava que ele nasceria em abril.
Seu pai o príncipe Guillaume falou oficialmente sobre o nascimento no mesmo dia, dizendo que o filho mais velho, 'Carlos, já havia conhecido o irmão e que todos estavam muito felizes'. 
Ele e a mãe deixaram a maternidade em 30 de março, acompanhados de Guilherme e Carlos, na primeira aparição pública da família do príncipe herdeiro com quatro membros.

## Batismo
Francisco foi batizado em 03 de junho de 2023 na Igreja de Fischbach. Sua tia materna Princesa Alexandra foi sua madrinha e seu tio paterno Christian de Lannoy foi seu padrinho. 

### Nomeação
Seu segundo nome é uma homenagem a seu avô, o grão-duque Henrique; Luís (e Luísa) é um nome tradicional nas famílias de seu pai (Dinastia Nassau) e de sua mãe e um de seus tios paternos se chama Luís; Maria é outro nome dado tradicionalmente aos príncipes e princesas de Luxemburgo, uma homenagem a antepassadas como Maria Adelaide e à Virgem Maria, já que a família grão-ducal é católica; Guilherme é o nome de seu pai e de diversos antepassados da família.

### Reações
O primeiro-ministro, desejou felicidades em suas redes sociais. Xavier Bettel, o primeiro-ministro, usou o Twitter para escrever: "em nome do governo, parabenizo calorosamente SS. AA. RR. o Grão-Duque Herdeiro e a Grã-Duquesa Herdeira pelo nascimento de Sua Alteza Real o Príncipe Francisco".

### Primeiras fotos
Seus pais divulgaram as primeiras fotos oficiais do menino, que foram postadas no website da casa grã-ducal e nas redes sociais, no dia 29 de março. Tratava-se de quatro fotos, numa das quais Francisco aparece com os pais. 

## Títulos e Estilos
- 27 de Março de 2023 - present: "Sua Alteza Real o Príncipe Francisco de Luxemburgo, Príncipe de Nassau, Principe Bourbon-Parma"

## Nascimento
Francisco Henrique Luís Maria Guilherme (François Henri Louis Marie Guillaume) nasceu em 27 de março de 2023, pesando 3,75 quilos e medindo 53 centímetros.
Ele nasceu às 10h04min da manhã na Maternidade Grã-Duquesa Carlota, algumas semanas antes do previsto, já que o comunicado sobre a gravidez, de setembro de 2022, reportava que ele nasceria em abril.
Seu pai falou oficialmente sobre o nascimento no mesmo dia, dizendo que o filho mais velho, Carlos, já havia conhecido o irmão e que todos estavam muito felizes.
Ele e a mãe deixaram a maternidade em 30 de março, acompanhados de Guilherme e Carlos, na primeira aparição pública da família do príncipe herdeiro com quatro membros.

### Nomeação
Seu segundo nome é uma homenagem a seu avô, o grão-duque Henrique; Luís (e Luísa) é um nome tradicional nas famílias de seu pai (Dinastia Nassau) e de sua mãe e um de seus tios paternos se chama Luís; Maria é outro nome dado tradicionalmente aos príncipes e princesas de Luxemburgo, uma homenagem a antepassadas como Maria Adelaide e à Virgem Maria, já que a família grão-ducal é católica; Guilherme é o nome de seu pai e de diversos antepassados da família.

### Reações
O primeiro-ministro, as Forças Armadas e outros órgãos e autoridades desejaram felicidades em suas redes sociais. Xavier Bettel, o primeiro-ministro, usou o Twitter para escrever: "em nome do governo, parabenizo calorosamente SS. AA. RR. o Grão-Duque Herdeiro e a Grã-Duquesa Herdeira pelo nascimento de Sua Alteza Real o Príncipe Francisco".

### Primeiras fotos
Seus pais divulgaram as primeiras fotos oficiais do menino, que foram postadas no website da casa grã-ducal e nas redes sociais, no dia 29 de março. Tratava-se de quatro fotos, numa das quais Francisco aparece com os pais.

## Batismo
Francisco foi batizado em 03 de junho de 2023 na Igreja de Fischbach. Sua tia materna Princesa Alexandra foi sua madrinha e seu tio paterno Christian de Lannoy foi seu padrinho. 